# Jean Cloutier
Jean Cloutier (1933-2017) fue un educomunicador y periodista quebequés, profesor de la Universidad de Montreal . Se le conoce por promover el concepto de EMIREC, un agente comunicativo que nace de la fusión del rol del emisor y el receptor.

## Pensamiento

### Teoría EMIREC

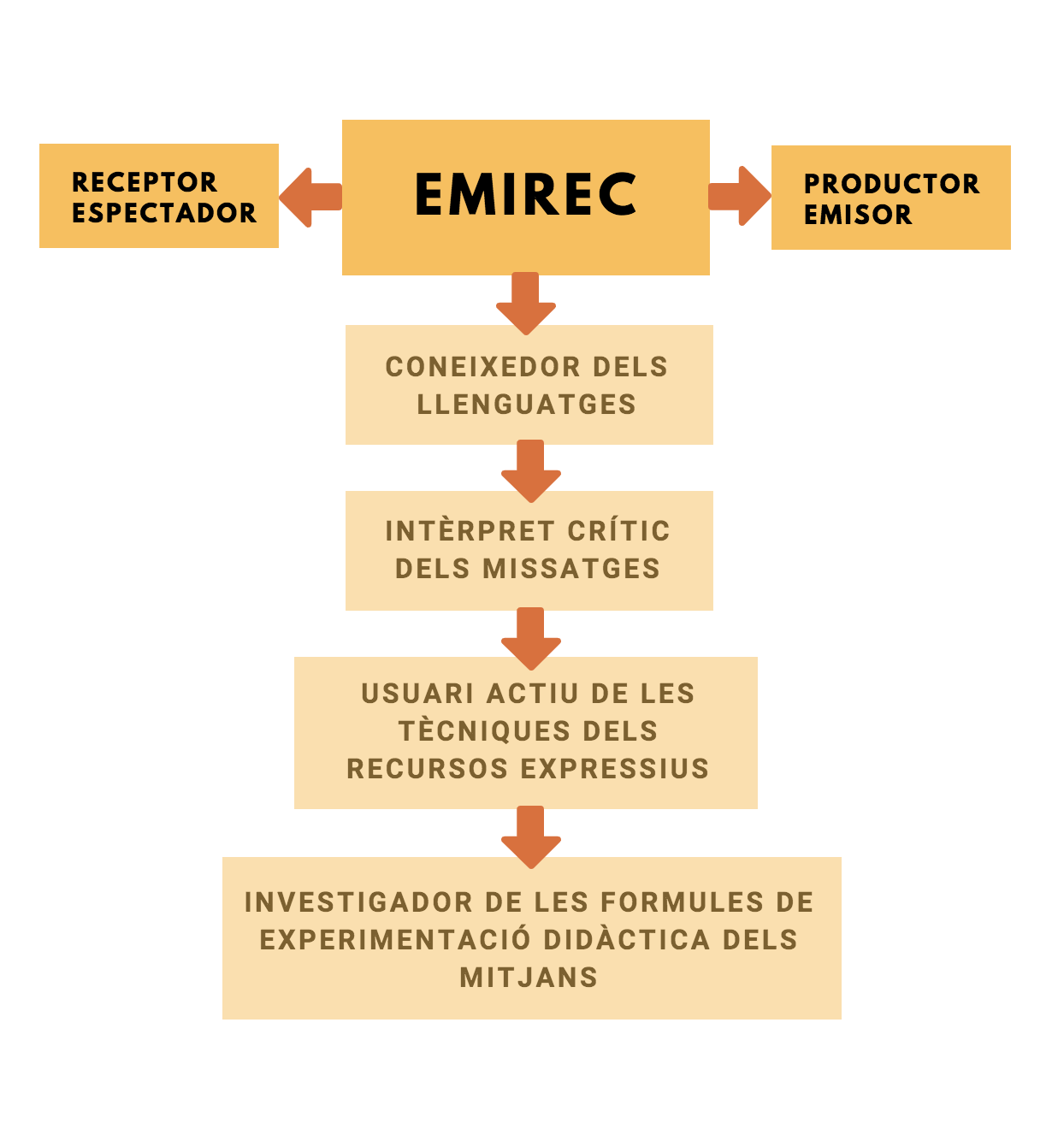
Esquema general EMIREC

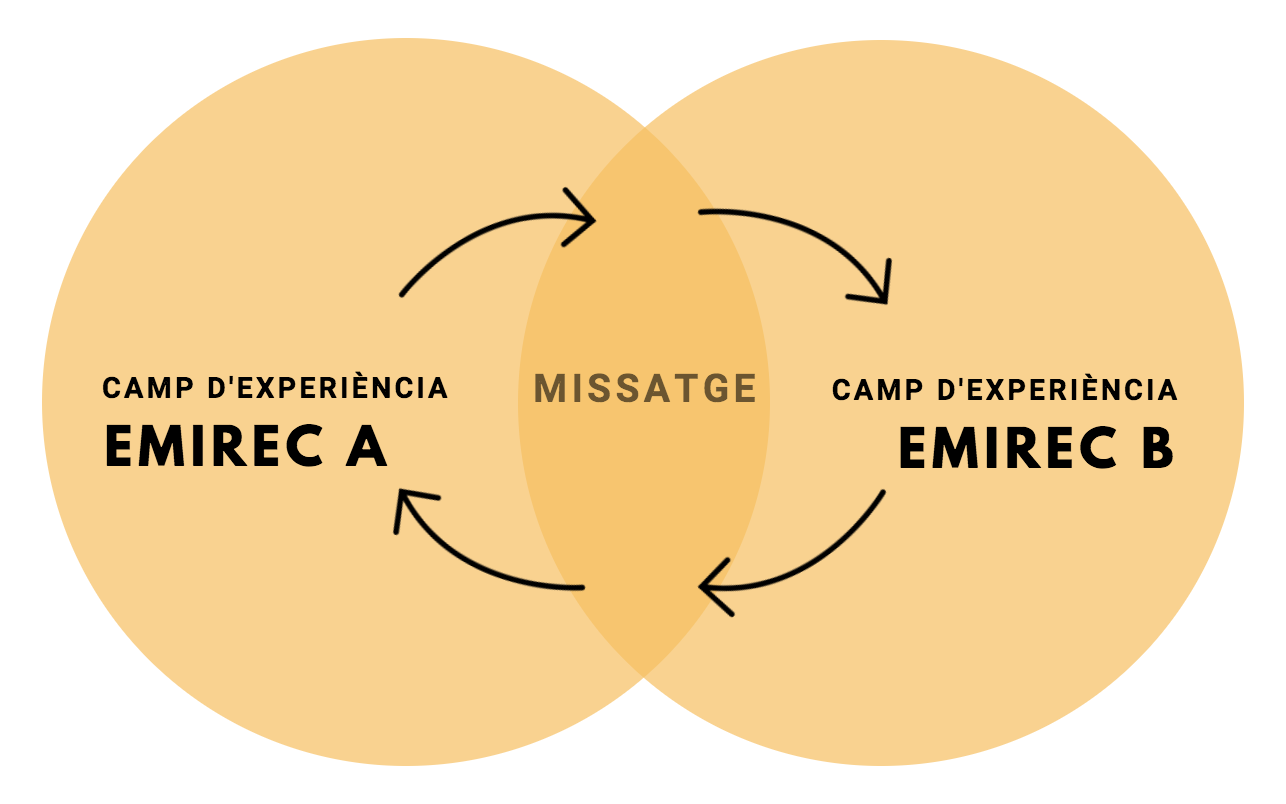
Esquema de la sintonización entre EMIRECS

En 1973 Jean Cloutier formula EMIREC, un modelo que por vez primera, en vez de examinar la comunicación en términos tecnológicos o de sistema, se centra en la figura del homo comunicanos de Jacques Mouseeau. Es una teoría adaptada a la era de la comunicación individual que aborda las relaciones de transmisión de información bajo el ángulo de la cibernética . Como afirmará Cloutier: "los esquemas lineales que disocian las funciones del emisor y el receptor ya no son suficientes para explicar el proceso completo de la comunicación". Para Cloutier, la comunicación ha sobrepasado el estado de « fenómeno de masas » para volverse individual, es decir, la llamada selfmedia ha sustituido a los antiguos medios de comunicación masivos .
En el modelo de estudio, las relaciones que se establecen son dialógicas . Profesores y alumnos intercambian mensajes utilizando distintos lenguajes y ambos son receptores y emisores de mensajes. Los papeles se intercambian de forma continua, hasta el punto de generar un nuevo agente activo que va alternando las funciones del emisor y el receptor: el EMIREC.
Este modelo busca potenciar el desarrollo de todas las personas como comunicadores activos y que la emisión sea de mensajes propios y no de simples reproducciones. En el campo de la educomunicación, a través de esta teoría, se pretende dar autonomía crítica al alumnado e impulsar el aprendizaje de los distintos canales y lenguajes de comunicación. También se busca que el alumnado sea capaz de realizar un análisis crítico de los canales, expresarse mediante ellos y buscar nuevas vías o propuestas para usarlos. Por tanto, como modelo educativo intenta imitar la relación comunicativa real donde los roles se intercambian de manera dinámica y las interacciones entre receptores y emisores son continuas.
Para que la comunicación se consiga los EMIREC deben sintonizarse. Es decir, no sólo deben utilizar el mismo código sino que también deben tener un campo común de experiencias que les permita compartir mensajes. Por tanto, en este modelo de comunicación horizontal, el receptor deja de ser un espectador o un reproductor para convertirse en un productor y emisor de mensajes.
En conclusión, en este modelo de comunicación horizontal, el receptor deja de ser un espectador o reproductor para convertirse en un productor y emisor de mensajes. Como modelo educativo intenta imitar la relación comunicativa real donde los roles se intercambian de forma dinámica y las interacciones entre receptores y emisores son continuas.
El modelo EMIREC y la conceptualización propuestas por Cloutier nos explican porqué la llegada de la web 2.0 (como potente herramienta de difusión y colaboración) ha supuesto una revolución en nuestra manera de manipular la información, construir nuevo conocimiento y relacionarlo nos con los demás. El término se ha utilizado y promovido posteriormente en el ámbito de la educomunicación y las teorías de la comunicación . Personalidades como Mario Kaplún  o Roberto Aparici lo han utilizado para construir sus modelos comunicativos.

### Historia de la comunicación
En Petit traité de comunicación Cloutier ubica el EMIREC en la cronología de la historia de la comunicación. Destacar que la teoría comunicativa de Cloutier se estructura en torno a seis episodios sucesivos que se adicionan unos a otros, es decir, la aparición de un nuevo modelo comunicativo no implica la supresión de los anteriores. Los episodios son los siguientes:

#### Comunicación interpersonal
Realizada a través de gestos y palabras, sólo utiliza el ser humano como medio de comunicación . El sujeto es a la vez emisor y receptor de mensaje y el mensaje puede ser comunicado a distancia, pero requerirá a un mensajero humano que se desplace.

#### Comunicación de élite
El mensaje se codifica mediante un conjunto de signos que no incluyen ni la palabra ni el gesto. La unidad del mensaje está fragmentada y por tanto las codificaciones son auditivas, visuales o escritas. Algunas formas rudimentarias de este tipo de sistemas semióticos son las señales de humo (de codificación visual), el sonido de los tam-tam indios (de codificación auditiva) o los manuscritos medievales (de codificación escrita). La forma más elaborada de este tipo de comunicación es la escritura, la única que todavía utilizamos hoy en día. En todos los casos existen uno o pocos emisores del mensaje y uno o varios receptores.

#### Comunicación de masas
Este modelo se basa en el principio de la amplificación, según el cual unos pocos difusores especializados transmiten una información única a múltiples receptores pasivos. La imprenta, a mediados del XV se constituye como la primera forma de amplificación tecnológica que permite la difusión de libros (medio escrito) y de prensa escrita (medio scriptovisual). En el XX, radio y televisión se convierten en los medios de comunicación de masas por excelencia y la unidad del mensaje se recupera porque se hace posible representar de forma simultánea componentes auditivos, visuales y escritos.

#### Comunicación individual
En esta etapa, el individuo se apropia de las herramientas tecnológicas ( fotografía, reprografía, vídeo, informática, etc.) y puede emitir él mismo y recibir mensajes escritos, audiovisuales, visuales, auditivos o scriptovisuales. Gracias a esta nueva forma de comunicación, será posible grabar un mensaje con nuestra voz en una cinta de casete y enviarlo por correo postal a un conocido de resida en otro país. El impacto será bastante limitado porque la mayoría de mensajes se transmitirán de una persona a otra y todavía no existirá la posibilidad de difusión a gran escala que más tarde proporcionará Internet .
1. ↑  Cloutier distingeix els mitjans en tres categories: els mass-media dirigits a la difusió de missatges com a productes culturals col·lectius, els self-media basats en el registre de missatges individuals i els tele-media, sistemes neutres que transmeten, amplifiquen i afavoreixen les comunicacions directes.
2. ↑  Cloutier distingeix tres llenguatges de base: l'auditiu, l'escrit i el visual. Aquests s'unifiquen per produir llenguatges sintètics com l'audiovisual o l'escriptovisual.